# Damian Hinds
Damian Patrick George Hinds (Paddington, 27 novembre 1969) è un politico britannico.

## Biografia
Damian Hinds si laureò al St. Ambrose College, una scuola cattolica romana di Altrincham. Studiò filosofia, scienze politiche ed economia al Trinity College dell'Università di Oxford.
Prima della sua carriera politica, lavorò nel settore alberghiero, in birreria e pub per 18 anni. È sposato e ha tre figli.
Si candidò alle elezioni generali del 2005 nel collegio di Stretford and Urmston ed ottenne il 30,4% dei voti, non venendo eletto. Alle elezioni del 2010, Hinds fu eletto nel collegio di East Hampshire con il 56,8% dei voti. Alle elezioni del 2015 e del 2017 fu riconfermato in questo collegio elettorale.
Nel 2016 divenne Ministro di Stato per l'occupazione. Nel gennaio 2018, fu nominato successore di Justine Greening come Segretario di Stato per l'istruzione. Il 24 luglio 2019 con la formazione del governo del Primo ministro Boris Johnson, lasciò l'incarico.